# Municipio de Kabetogama
El municipio de Kabetogama (en inglés: Kabetogama Township) es un municipio ubicado en el condado de St. Louis en el estado estadounidense de Minnesota. En el año 2010 tenía una población de 135 habitantes y una densidad poblacional de 1,57 personas por km².

## Geografía
El municipio de Kabetogama se encuentra ubicado en las coordenadas 48°28′15″N 93°0′34″O / 48.47083, -93.00944. Según la Oficina del Censo de los Estados Unidos, el municipio tiene una superficie total de 85.79 km², de la cual 42,1 km² corresponden a tierra firme y (50,93 %) 43,69 km² es agua.

## Demografía
Según el censo de 2010, había 135 personas residiendo en el municipio de Kabetogama. La densidad de población era de 1,57 hab./km². De los 135 habitantes, el municipio de Kabetogama estaba compuesto por el 100 % blancos. Del total de la población el 4,44 % eran hispanos o latinos de cualquier raza.